# Piazza Washington
Piazza Washington (Washington Square) è un romanzo di Henry James, pubblicato a puntate dapprima in Inghilterra e subito dopo a New York nel 1880. In volume è uscito a New York, nel dicembre dello stesso anno.
La trama si basa, da quanto ne dice lo stesso James nei suoi taccuini, su un aneddoto riferitogli dall'attrice britannica Fanny Kemble .
Il libro, per molti anni, ebbe diffusione solo presso il pubblico di lingua inglese, con l'eccezione di una traduzione in russo a cura dell'amico Ivan Turgenev. Solo in seguito al lavoro cinematografico di William Wyler apparvero moltissime traduzioni, tra cui la prima in lingua italiana. Le traduzioni del libro sono in non meno di 25 lingue e annoverano tra queste anche il persiano, l'arabo, l'ebraico e l'yiddish.

## Trama
Il romanzo è raccontato dal punto di vista d'una terza persona onnisciente; il narratore, anche se non sappiamo nulla di lui, offre spesso direttamente al lettore i propri commenti.
Il dottor Austin Sloper è un medico ricco e di successo che vive a Washington Square, a New York, assieme alla figlia Catherine; questa è una giovane d'indole dolce e dimessa, molto opaca e comune in termini di personalità ed intelletto e pertanto una gran delusione per il padre. La sorella di Austin, Lavinia (donna intrigante con un debole per il romanticismo sentimentale e melodrammatico), è l'unico altro componente del nucleo familiare del medico.
Un giorno Catherine incontra l'affascinante Morris Townsend  ad una festa e ne rimane immediatamente e fortemente attratta; egli inizia a corteggiare la ragazza, pur sotto lo sguardo di forte disapprovazione del padre, il quale crede che il giovane sia nient'altro che un "folle egoista" che mira solamente ai soldi. Lavinia tuttavia intravede subito un risvolto romantico, e s'immischia continuamente nel tentativo d'aiutare la relazione tra i due.
Quando viene annunciato il fidanzamento, il dottore comincia ad indagare a fondo su Morris, credendo senza ombra di dubbio che sia uno spendaccione parassita; Austin proibisce categoricamente alla figlia di sposarsi, minacciando di diseredarla: minaccia intesa dal dottore come uno stratagemma per stanar le vere intenzioni di Morris. Il giovane però sospetta che l'uomo stia bluffando, e continua pertanto il fidanzamento, pianificando però un continuo rinvio del matrimonio.
Per Catherine quest'evento rappresenta la prima volta in cui si è apertamente opposta alla volontà paterna; sostenuta dalla zia prosegue nella sua decisione di averla vinta. Nel tentativo d'indebolire il legame emotivo tra i due fidanzati, Austin parte con la figlia per un grand tour europeo: durante il periodo di tempo trascorso all'estero, padre e figlia trascorrono insieme una vacanza sulle Alpi. Ancora al momento del loro ritorno, però, Catherine pare più che mai ferma nella sua volontà di maritarsi.
Dopo che il padre la paragona sarcasticamente ad una pecora ingrassata appositamente per la macellazione, Catherine, ferita dal profondo disprezzo che sente nelle parole del padre, s'allontana sentimentalmente sempre più da lui, preparandosi al contempo a donare tutto il proprio amore e la sua fedeltà al bel Morris. Al ritorno però il giovane, oramai emotivamente adottato come figlio proprio da Lavinia, interrompe il rapporto con la ragazza.
Egli la informa di temere d'esser la causa dei grandi dissidi sorti tra padre e figlia; per Catherine è un durissimo colpo, ma alla fine riesce almeno parzialmente a recuperare un barlume di serenità, ma non sarà più in grado di riconquistare l'ingenuità perduta. Passano gli anni e Catherine rifiuta una dopo l'altra ben due offerte più che rispettabili di matrimonio; diventa in tal modo una zitella di mezza età.
Alla morte del dottore le viene lasciato un modesto reddito; queste sono state difatti le ultime volontà legali dell'uomo, nel timore che Morris possa un giorno riapparire. In realtà egli, ora divenuto un grassone calvo dagli occhi di ghiaccio, chiama la donna sperando così di potersi riconciliare, ma lei respinge con ferrea calma tutti i suoi propositi.

## Opere derivate
- 1949 - L'ereditiera (film 1949), regia di William Wyler[5]
- 1958 - L'ereditiera, (film per la televisione) regia di Mario Landi[6]
- 1975 - Washington Square (film per la televisione), regia di Alain Boudet[7]
- 1993 - L'ereditiera (film tv), Messico, regia di Antulio Jimenez Pons
- 1997 - Washington Square - L'ereditiera, regia di Agnieszka Holland;[8]

Teatro e prosa radiofonica
- L'ereditiera (Washington Square) commedia in 3 atti-7 quadri di Ruth e August Goetz dal romanzo di H. James, Roma, 15 Settembre 1950, regia di Renzo Ricci;[9]

## Edizioni in italiano
- Piazza Washington, Prefazione di Graham Greene, traduzione di Carla Miggiano, Biblioteca Palatina, Modena, Guanda, 1950; Introduzione di Franco Cordelli, Milano, Collana I grandi libri n.58, Milano, Garzanti, 1974-1983.
- L'ereditiera, trad. di Marianna Battistella ed Emanuele Moca, Milano, Baldini & Castoldi, 1950.
- Washington square, in Romanzi, vol. I, trad. di Marianna Battistella ed  Emanuele Moca, a cura di Agostino Lombardo, Firenze, Sansoni, 1965; in Romanzi brevi, Vol. I, a cura di Sergio Perosa, Collana I Meridiani, Milano, Mondadori, 1985; Introduzione di Agostino Lombardo, Biblioteca Economica, Roma, Newton Compton, 1998; in I grandi romanzi, Collana I Mammut Gold n.170, Newton Compton, 2016.
- Washington square, Introduzione di Franco Cordelli, traduzione di Vincenzo Mantovani, Milano, Garzanti, 1991.
- Washington Square, Introduzione di Viola Papetti, trad. di Marianna Battistella ed Emanuele Moca, Milano, BUR-Rizzoli, 1998-2000.
- Piazza Washington, trad. e cura di Franco Garnero, Collana Oscar Classici n.237, Milano, Mondadori, 1992, ISBN 978-88-043-6457-3; Novara, Mondadori-De Agostini, 1994; in Romanzi, Collana Oscar Grandi Classici n.52, Milano, Mondadori, 1995, ISBN 978-88-043-9096-1.
- Washington Square, traduzione di Barbara Gambaccini, Collana Highlander, Massa, Edizioni Clandestine, 2019, ISBN 978-88-659-6895-6.